# Caitlin Moran
Caitlin Moran (Brighton, Anglaterra, 5 d'abril de 1975) és una periodista, escriptora i columnista anglesa, coneguda per les seves columnes iròniques i autobiogràfiques a The Times i per haver publicar el bestseller How to buid a Girl (2014), traduïda al català per Com es fa una noia (Anagrama, 2015). Aquesta novel·la, basada en la seva experiència personal, té com a protagonista Johanna, amb qui l'autora comparteix trets en comú: la infantesa en una família nombrosa de classe obrera, la dependència de les ajudes econòmiques de l'estat, les seves primeres passes en el món de la premsa musical... Caitlin Moran l'empra d'àlter ego per a descriure de quina manera ella mateixa va arribar a constituir-se com allò que és avui dia.

## Llibres publicats
- Moran, Caitlin. The Chronicles of Narmo.  Corgi, 1992. ISBN 0-552-52724-6.
- Moran, Caitlin. How to Be A Woman.  Ebury Press, 2011. ISBN 978-0-09-194073-7.
- Moran, Caitlin. Moranthology.  Ebury Press, 2012. ISBN 978-0-09-194088-1.
- Moran, Caitlin. How to Build a Girl.  Ebury Press, 2014. ISBN 978-0-09-194900-6.
- Moran, Caitlin. Moranifesto. Ebury Press, 2016. ISBN 978- 0-09-194904-4.

## Premis i reconeixements
- 2011 — Galaxy National Book Awards, llibre de l'any, per a How to Be A Woman
- 2011 — Galaxy National Book Awards, llibre de no-ficció de l'any, per a How to Be A Woman
- 2011 — British Press Awards, entrevistadora de l'any
- 2011 — British Press Awards, crítica de l'any
- 2011 — Irish Book Award, per a How to Be A Woman
- 2011 — Cosmopolitan, escriptora revelació de l'any[3]
- 2010 — British Press Awards, columnista de l'any